# Pacte Verd Europeu
El Pacte Verd Europeu (en anglès European Green Deal) és un paquet de mesures promogudes per la Comissió Europea amb l'objectiu de fer la Unió Europea climàticament neutra d'aquí a 2050, amb mesures addicionals per fomentar la biodiversitat, l'economia circular o l'agricultura sostenible, entre d'altres.
Aquest pla, presentat l'11 de desembre de 2019, vol fer d'Europa el primer continent climàticament neutre del món. El 13 de desembre, el Consell Europeu va tirar l'acord endavant, tot i el veto de Polònia, que el convertia en no vinculant. La presidenta de la Comissió Europea, Ursula von der Leyen, va nomenar Frans Timmermans com a vicepresident executiu de la Comissió Europea per al Pacte Verd Europeu. El 15 de gener de 2020, el Parlament Europeu va donar suport al pacte, tot reclamant més ambició. Més endavant, a mitjans de març, es va adoptar l'"Estratègia Industrial Europea" i el Pla d'Acció per l'Economia Circular. El 20 de maig es va presentar conjuntament la "Farm to Fork strategy" (estratègia de la granja a la forquilla), pensada per fer els sistemes alimentaris més sostenibles, així com l'estratègia de biodiversitat de la EU 2030.
A maig de 2020, estava previst mobilitzar com a mínim un bilió d'euros durant la dècada del 2020: uns 503 mil milions d'euros en programes (FEADER, FEAGA, FEDER, Fons de cohesió, Horizon Europe i LIFE), que impulsarien un co-finançament de 114 mil milions d'euros més per part dels estats membres, i la resta (383 mil milions) a través del programa investEU.